# Експоненциален запис
Експоненциалният запис (формат) или форма с плаваща запетая се използва за компактно изписване на много малки или много големи числа в десетичен вид. Този вид запис има редица полезни свойства и често се използва в калкулатори от учени, математици и инженери.
При експоненциалния запис числото N се изписва под формата на произведение от значеща част (мантиса) и мащаб:
{\displaystyle N=M.10^{p}},
където мантисата M е някакво реално число. Обикновено се избира по абсолютна стойност мантисата да е в интервала от 1 до 10, за по-ясна съпоставимост и по-лесно пресмятане. Мащабът е степенна функция, чийто степенен показател p има характер на цяло число със знак. Степенният показател се нарича порядък и показва посоката и броят позиции на изместване на десетичният знак в мантисата, спрямо позицията му в естествения вид на числото. Знакът на порядъка показва посоката на числовата ос, в която следва да се премести десетичният знак, за да се възвърне естественият вид на числото – в отрицателна посока, когато е минус и съответно в положителна посока, когато е плюс.
За да се изпише едно число в експоненциален формат, се използват кодовете: E-, E+, e- или e+.

## Мантиса
Значещата част на число с плаваща запетая се нарича мантиса. Думата произхожда от езика на древните етруски и означава част (фракция).

## Примери
- {\displaystyle 1{,}602176565\cdot 10^{-19}=~{\text{1,602176565E-19}}}

- {\displaystyle 1{,}380650424\cdot 10^{-23}=~{\text{1,380650424E-23}}}

- {\displaystyle 6{,}02214129\cdot 10^{23}=~{\text{6,02214129E23}}}

- Число на Авогадро

- Гравитационна константа

- Константа на Планк